# Soacha (rijeka)
Soacha je rijeka u Kolumbiji, pritoka rijeke Bogote. Pripada porječju rijeke Magdalene.